# Il tradimento (romanzo)
Il tradimento è un romanzo di Bernard Cornwell del 1995, quarto della serie dei cinque libri de "Il romanzo di Excalibur" che vede come personaggio protagonista Derfel Cadarn.
Il ciclo originariamente si componeva di tre romanzi ma, per ragioni puramente commerciali, in Italia e in lingua italiana è stato suddiviso in cinque titoli, senza continuità di storia ma basandosi semplicemente su un'equa distribuzione del numero di pagine. Il tradimento contiene la parte finale di Enemy of God e la parte iniziale di Excalibur.

## Trama
Si scopre che in realtà Mordred è ancora vivo ed è stato artefice di loschi complotti. I capi di Britannia decidono quindi di togliergli il governo del paese affidandolo ad Artù. Costui manda Derfel Cadarn a liberare Ginevra, ritenuta ostaggio di Lancillotto, ma la donna si è in realtà alleata all'usurpatore, al quale pensa di portare aiuto grazie ai poteri dei Tesori della Britannia, dei quali si è impadronita. Artù si sente un uomo finito e, anche se trova la forza di ripudiare la moglie in nome dell'onore e di imprigionarla nell'Isola di Cristallo, non è in grado di fermare l'imminente offensiva dei sassoni. Perciò Merlino, tornato in possesso dei Tesori, prepara un rito propiziatorio nel corso del quale Nimue tenta di sacrificare agli dei i figli di Mordred e Artù. I due riescono a impedirlo, guadagnandosi l'odio eterno della sacerdotessa. Artù, ripudiata Ginevra, sposa la principessa irlandese Argante. Intanto sono riprese le ostilità con i sassoni. Derfel, in viaggio con le truppe e con Ginevra, viene accerchiato dai nemici in un'antica fortezza, il Monte Baddon.

## Personaggi
- Derfel Cadarn – protagonista e narratore
- Artù – protettore di Mordred
- Ginevra – Moglie di Artù, amante di Lancillotto
- Merlino – druido
- Mordred – Re bambino
- Nimue – druido, amica di Derfel
- Lancillotto – Il traditore

## Edizioni
- Bernard Cornwell, Il tradimento, traduzione di Gaetano Luigi Staffilano e Riccardo Valla, I Faraoni, Mondadori, giugno 1998,  p. 356, ISBN 9788804452454.
- Bernard Cornwell, Il tradimento, traduzione di Gaetano Luigi Staffilano e Riccardo Valla, Oscar bestsellers, Mondadori, 1º ottobre 2003,  p. 350, ISBN 9788804528777.